# Martha McSally
Martha Elizabeth McSally (Warwick, 22 marzo 1966) è una politica ed ex militare statunitense, senatrice degli Stati Uniti per l'Arizona dal 2019 al 2020. Membro del Partito Repubblicano, è stata rappresentante degli Stati Uniti per il 2º distretto congressuale dell'Arizona dal 2015 al 2019. McSally ha prestato servizio nell'aeronautica degli Stati Uniti dal 1988 al 2010, ottenendo il grado di colonnello.
È la prima donna americana a volare in combattimento e anche la prima a comandare uno squadrone di caccia.

## Biografia

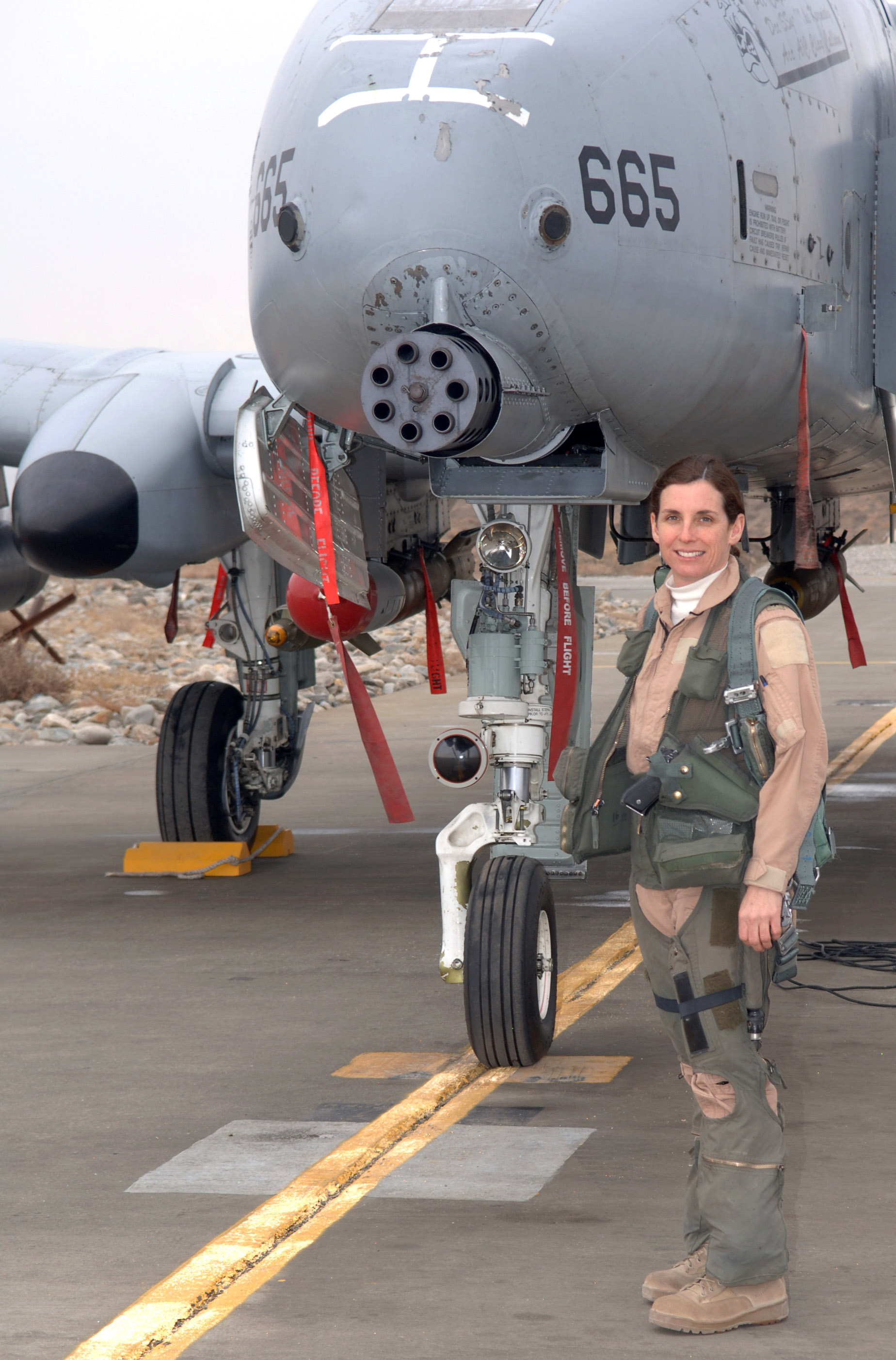
McSally con un A-10 Thunderbolt II

Nata nel Rhode Island, dopo gli studi la McSally si arruolò nell'Air Force. Per molti anni fu impegnata nel pilotaggio di T-37 e A-10 e negli anni novanta fu inviata in Kuwait e Iraq, prendendo parte anche all'Operazione Southern Watch. Nel 1999 prese parte all'Operazione Allied Force e nel 2004 venne spedita in Afghanistan per partecipare all'Operazione Enduring Freedom.
Nel 2001 intentò un'azione legale contro il Dipartimento della Difesa mentre si trovava in Arabia Saudita, sostenendo che le soldatesse venivano discriminate poiché costrette ad indossare l'abaya fuori dalle basi militari. La McSally riuscì a vincere la causa e il Congresso approvò una legge che vietava alle forze armate di imporre l'abaya alle donne.
Nel 2010 la McSally terminò il suo servizio militare attivo dopo ventidue anni e venne congedata con il grado di colonnello.
Entrata in politica con il Partito Repubblicano, nel febbraio del 2012 si candidò alle elezioni speciali per assegnare il seggio della Camera dei Rappresentanti lasciato da Gabrielle Giffords; nelle primarie venne sconfitta da Jesse Kelly, che poi perse le elezioni generali contro il democratico Ron Barber. Nel novembre dello stesso anno la McSally si candidò nuovamente e questa volta ottenne la nomination repubblicana, ma la competizione fu molto combattuta e alla fine venne sconfitta di misura da Barber.
Due anni dopo la McSally annunciò per la terza volta la propria candidatura per il seggio e sfidò nuovamente Barber; questa volta la competizione fu ancora più serrata e necessitò di un riconteggio delle schede, al termine del quale la McSally venne dichiarata vincitrice con un margine di appena 167 voti. Martha McSally divenne così la prima donna repubblicana eletta deputata per lo stato dell'Arizona.
Rieletta per un secondo mandato da deputata nel 2016, si candidò al Senato per il seggio lasciato da Jeff Flake nelle elezioni del 2018, dove sfidò la collega democratica Kyrsten Sinema. La campagna elettorale, che avrebbe determinato la prima donna senatrice dello stato, fu molto accesa e combattuta e il conteggio dei voti si protrasse per circa una settimana, al termine della quale la McSally ammise la sconfitta contro la Sinema.
Poche settimane dopo, tuttavia, il senatore Jon Kyl, che era stato nominato come successore di John McCain dopo la sua morte, rassegnò le sue dimissioni. Il governatore dell'Arizona Doug Ducey, incaricato di nominare un nuovo successore per occupare il seggio fino a nuove elezioni nel 2020, scelse per il posto proprio Martha McSally. La Sinema e la McSally si ritrovarono così a prestare giuramento come senatrici lo stesso giorno, ma alla Sinema, legittimata dal voto popolare, venne riconosciuta la maggiore anzianità.
Il 6 marzo 2019 durante un'audizione della commissione del Senato sulle forze armate dedicata alle violenze sessuali fra militari, denuncia di essere stata stuprata da un suo superiore, quando era militare.
Nel 2020 si è candidata per la riconferma di senatrice dell'Arizona ma venne sconfitta dall'avversario democratico ed ex astronauta Mark Kelly.